# Сорі Каба
Сорі Каба (фр. Sory Kaba, нар. 28 липня 1995, Конакрі) — гвінейський футболіст, нападник клубу «Мідтьюллан».
Виступав за клуби «Алькобендас», «Діжон» та «Ельче», а також національну збірну Гвінеї.

## Клубна кар'єра
Народився 28 липня 1995 року в місті Конакрі. Вихованець футбольної школи клубу «Алькобендас».
У дорослому футболі дебютував 2014 року виступами за команду «Алькобендас», в якій провів два сезони, взявши участь у 52 матчах чемпіонату. Більшість часу, проведеного у складі У складі, був основним гравцем атакувальної ланки команди.
Своєю грою за цю команду привернув увагу представників тренерського штабу клубу «Ельче», до складу якого приєднався 2016 року. Відіграв за другу команду «Ельче» — «Ілісітано» наступний сезон своєї ігрової кар'єри.
2017 року уклав контракт з клубом «Ельче», у складі якого провів наступні два роки своєї кар'єри гравця. Тренерським штабом нового клубу також розглядався як гравець «основи». В новому клубі був серед найкращих голеодорів, відзначаючись забитим голом в середньому щонайменше у кожній третій грі чемпіонату.
Протягом 2019 року захищав кольори клубу «Діжон».
До складу клубу «Мідтьюлланд» приєднався 2019 року.
| Дата       | Місто       | Господарі                        | Результат | Гості       | Турнір                                   | Голи | Примітки |
| ---------- | ----------- | -------------------------------- | --------- | ----------- | ---------------------------------------- | ---- | -------- |
| 7-10-2017  | Конакрі     | Гвінея                           | 1 – 4     | Туніс       | Відбір до ЧС 2018                        | -    | 78' 79'  |
| 24-3-2018  | Нуакшот     | Мавританія                       | 2 – 0     | Гвінея      | товариський матч                         | -    |          |
| 12-10-2018 | Конакрі     | Гвінея                           | 2 – 0     | Руанда      | Відбір до Кубка африканських націй 2019  | -    | 80'      |
| 18-11-2018 | Конакрі     | Гвінея                           | 1 – 1     | Кот-д'Івуар | Відбір до Кубка африканських націй 2019  | -    |          |
| 24-3-2019  | Бангі       | Центральноафриканська Республіка | 0 – 0     | Гвінея      | Відбір до Кубка африканських націй 2019  | -    |          |
| 11-6-2019  | Марракеш    | Гвінея                           | 0 – 1     | Бенін       | товариський матч                         | -    | 46'      |
| 16-6-2019  | Александрія | Єгипет                           | 3 – 1     | Гвінея      | товариський матч                         | 1    | 55'      |
| 22-6-2019  | Александрія | Гвінея                           | 2 – 2     | Мадагаскар  | Кубок африканських націй 2019 - 1-й етап | 1    | 86'      |
| 26-6-2019  | Александрія | Нігерія                          | 1 – 0     | Гвінея      | Кубок африканських націй 2019 - 1-й етап | -    |          |
| 30-6-2019  | Каїр        | Бурунді                          | 0 – 2     | Гвінея      | Кубок африканських націй 2019 - 1-й етап | -    |          |
| Усього     |             | Матчів                           | 10        |             | Голів                                    | 2    |          |

## Титули і досягнення
Мідтьюлланн
 Чемпіон Данії: 2019/20